# Phasianus
Phasianus é um gênero de aves da família Phasianidae que compreende em duas espécies de faisões. 

## Etimologia
O nome do gênero vem da palavra em latim para faisão. A palavra faisão por sua vez deriva do grego antigo φἀσιἀνος(phāsiānos), que significa algo como "Ave do Phasis"(antigo Rio Phásis, atual Rio Rioni). As aves foram encontradas pelos Argonautas nas margens deste rio, em Cólquida(Colchis), na costa leste do Mar Negro(atual Geórgia). 

## Descrição
São aves com forte dimorfismo sexual, onde os machos são mais coloridos, possuem penachos nas orelhas, crista e barbela, cauda longa e esporão. As fêmeas por sua vez não são tão coloridas.
As duas espécies são faisões de tamanho médio, com comprimento do corpo alcançando entre 50 e 80cm mais a cauda que pode chegar a 60cm de comprimento. Eles possuem penas que formam uma espécie de coroa, que é mais longa na parte de trás da cabeça dos machos, formando dois penachos de penas são como orelhas eretas. A área envolta dos olhos é nua e vermelha. Ela está sob corpos esponjosos eréteis que são erguidos durante o acasalamento e depois formam uma crista e uma barbela. Dentro desta área nua há uma pequena área com penas atrás do olho. Suas pernas são delgadas e nos machos há longos esporões. Nas fêmeas esse esporão é quase inexistente, podendo passar a se apresentar como um pequeno botão com o avanço da idade. Nelas a região nua da cabeça é menor e o a orelha de penacho está ausente. 
Do que diz respeito à plumagem, as fêmeas tem plumagem mais simples, de cor acastanhada com listras pretas. Os machos, por outro lado, são bastante coloridos e parte de suas penas tem um brilho metálico esverdeado, roxo ou azulado. Possuem 18 penas de cauda longas, planas, estreitas e com faixas que as cruzam, são fortemente escalonadas e com uma ligeira curva na ponta. O par do meio, as bainhas são mais desfiadas, como a plumagem da costa.

## Distribuição e Habitat
A distribuição natural dessas aves se dá principalmente na porção sul/oriental do Paleártico e se estende dali até a borda leste do Mar Negro e até o Japão e sudeste asiático, um pouco alem do oriente desta região.
Em contaste com outros gêneros de faisões, os faisões deste gênero não são tão apegados a morar na floresta. Eles gostam de locais recobertos como refúgio em caso de ataques e áreas abertas para se alimentar. Nos seus locais naturais, gostam de locais que margeiam água e também zonas húmidas, como vales montanhosos de média ou baixa altitude que possuam tais características. A paisagem modificada pelo homem pelo cultivo pode também apresentar tais características, o que faz que essas espécies tenham sido bem sucedidas em se estabelecer em suas áreas de distribuição não naturais. Em termos de altitude, raramente habitam acima dos 3.000m, com a maioria das subespécies habitando terras baixas ou colinas. 

## Comportamento
São formadores de Harem e durante a época de acasalamento, os machos defendem seus territórios controlando o acesso às fêmeas e também a seus recursos. As fêmeas são livres para transitar em diferentes territórios, procurando pelos melhores parceiros que ofereçam os melhores recursos para seus descendentes. . Os filhotes são precociais, já tendo alguma liberdade ao nascer. Os machos não ajudam na criação destes.
Os ornamentos e esporões dos machos são símbolos de status que levam as fêmeas e os rivais a examinarem sua condição física e suas habilidades de luta. Durante a época de acasalamento, os machos cortejam as fêmeas e desafiam outros machos enfatizando suas características, inclinando seu corpo em diração à fêmea ou oponente, enquanto abre sua cauda e eriça sua plumagem, inflando a barbela e levantando seus penachos de orelha.  Os machos mais velhos usualmente são mais ornamentados e com esporões maiores que os mais jovens e são mais propensos a acasalar e controlar territórios maiores.  Machos submissos ou juvenis esconderão suas barbelas de machos maiores, reduzindo sua chance de acasalamento, mas minimizando o risco de lesão, evitando conflito físico com o macho dominante. O brilho das penas também é usado para identificar a saúde dos machos, diferenciando os saudaveis dos doentes. Apenas nos casos de características semelhantes é que os machos passam a atacar uns aos outros. .
Exibir essas características ao longo da época de reprodução acarreta um custo fisiológico, levando a uma briga de resistência entre os machos, onde apenas os machos que podem se dar ao luxo de exibir esses rituais de reprodução levarão seus genes adiante.Um exemplo disso pode ser visto no comprimento do esporão de um macho e na exibição da crista/barbela que é ampliada durante as exibições sexuais; ambos são considerados custosos, pois são altamente dependentes da nutrição e dos níveis de testosterona. As fêmeas tendem a preferir machos com crista e barbela mais brilhantes e com esporões mais longos. O brilho na crista/barbela é proveniente do deposito de um carotenóide chamado astaxantina que é obtido da sua dieta e pode ser inibido por uma infestação de parasitas. Apenas individuos saudáveis e com boa condição física podem expressar suas cristas/barbelas maiores e mais brilhantes, o que pode ser associado também a resistência à doenças. Esporões não tem a função apenas para combate entre os machos mas também influem de forma importante na escolha da fêmea para a reprodução já que o comprimento do esporão significa a condição fenotípica do macho (idade, peso, tamanho) e viabilidade. Estudos indicaram que machos com esporões maiores conseguem haréns maiores se comparados a outros com esporões menores. 
Fêmeas tendem a se beneficiar ao escolher machos com ornamentos mais expressos, pois sua prole também herdará esses genes, aumentando suas chances de sobrevivência e reprodução.

## Taxonomia
O gênero foi introduzido em 1758 pelo naturalista Linnaeus na 10ª edição do Systema Naturae A espécie tipo do gênero é o Faisão-coleira(Phasianus colchicus).

### Espécies
O gênero possui apenas duas espécies reconhecidas:
| Macho | Fêmea | Nome científico                     | Nome comum        | Distribuição                                               |
| ----- | ----- | ----------------------------------- | ----------------- | ---------------------------------------------------------- |
|       |       | Phasianus colchicus Linnaeus, 1758  | Faisão-coleira    | Nativo da Ásia e introduzido na Europa e América do Norte. |
|       |       | Phasianus versicolor Vieillot, 1825 | Faisão-versicolor | Originário do arquipélago do Japão.                        |

O Faisão-coleira(conhecido em outras línguas como "Faisão-comum) tem cerca de 30 subespécies agrupadas em cinco ou seis grupos distintos; uma é encontrada apenas da ilha de Taiwan, e o resto na Ásia continental em direção ao oeste, rumo ao Caucaso. Algumas subespécies foram introduzidas na Europa, América do Norte e outros lugares, onde passaram por hibridização e se estabeleceram bem. 
O Faisão-versicolor(conhecido em outras línguas como "Faisão-verde") é uma espécie originária do Japão com os fosseis sugerindo que divergiram do Faisão-coleira cerca de 2 a 1,8 milhões de anos atrás. 
Achados fósseis de uma ave do gênero Phasianus foram encontradas em rochas do mioceno tardio, na China. Além disso, material fóssil pertencente a uma nova espécie de Phasianus foi descrita em 2020 como Phasianus bulgaricus. Os fósseis recuperados eram de estratos do Mioceno(turoliano) na Bulgaria. . Assim, como muitos outros gêneros de fasianídeos, essa linhagem remonta a mais de 5 milhões de anos.

## Galeria

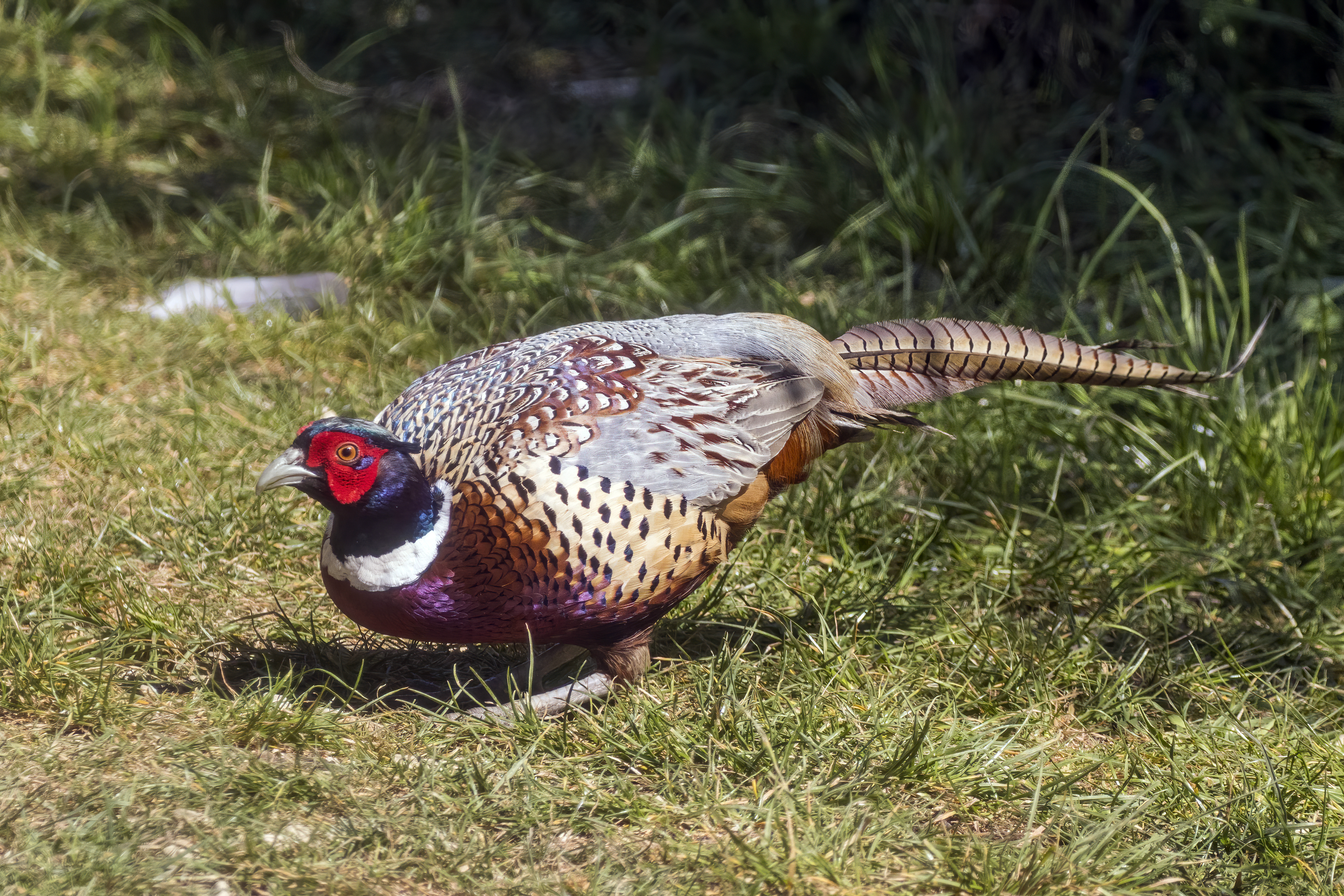
Faisão-coleira.
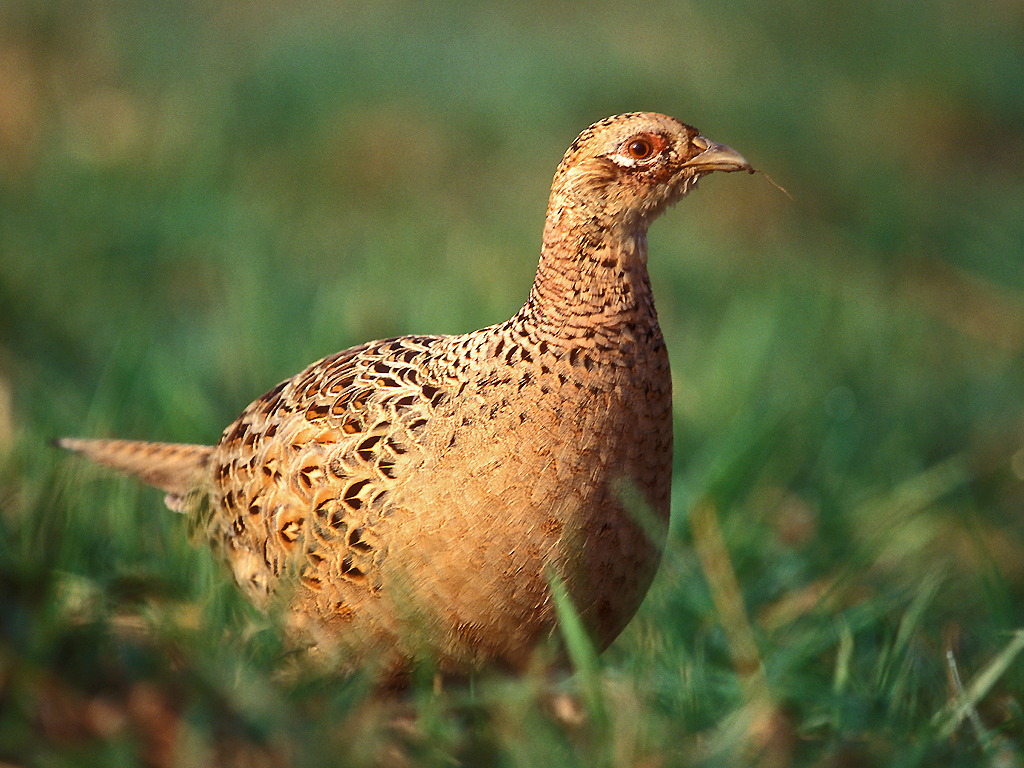
Faisão-coleira fêmea.
Distribuição do Faisão-coleira.
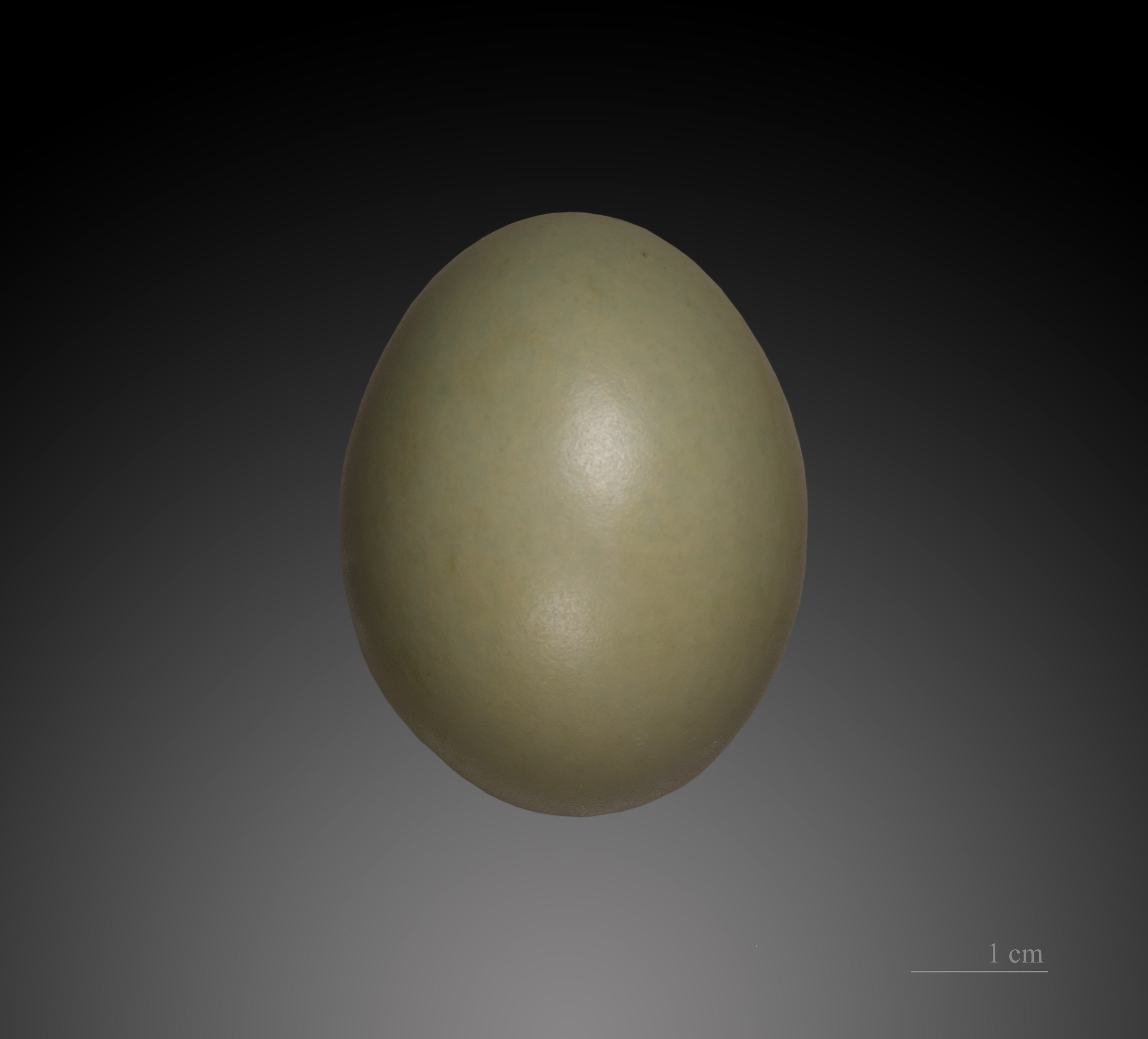
Ovo de faisão-coleira.
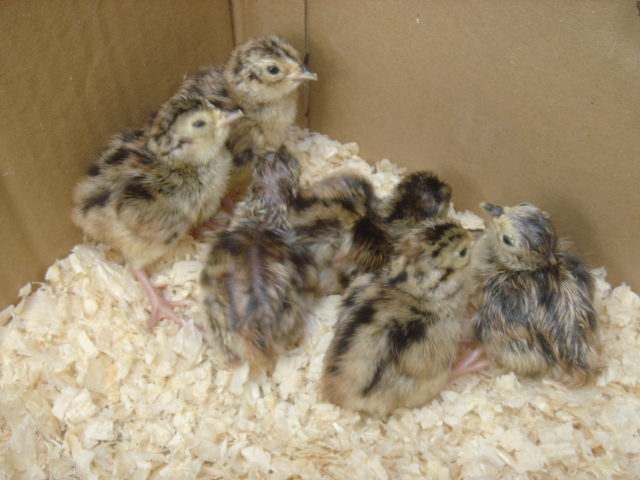
Filhotes de faisão-coleira.
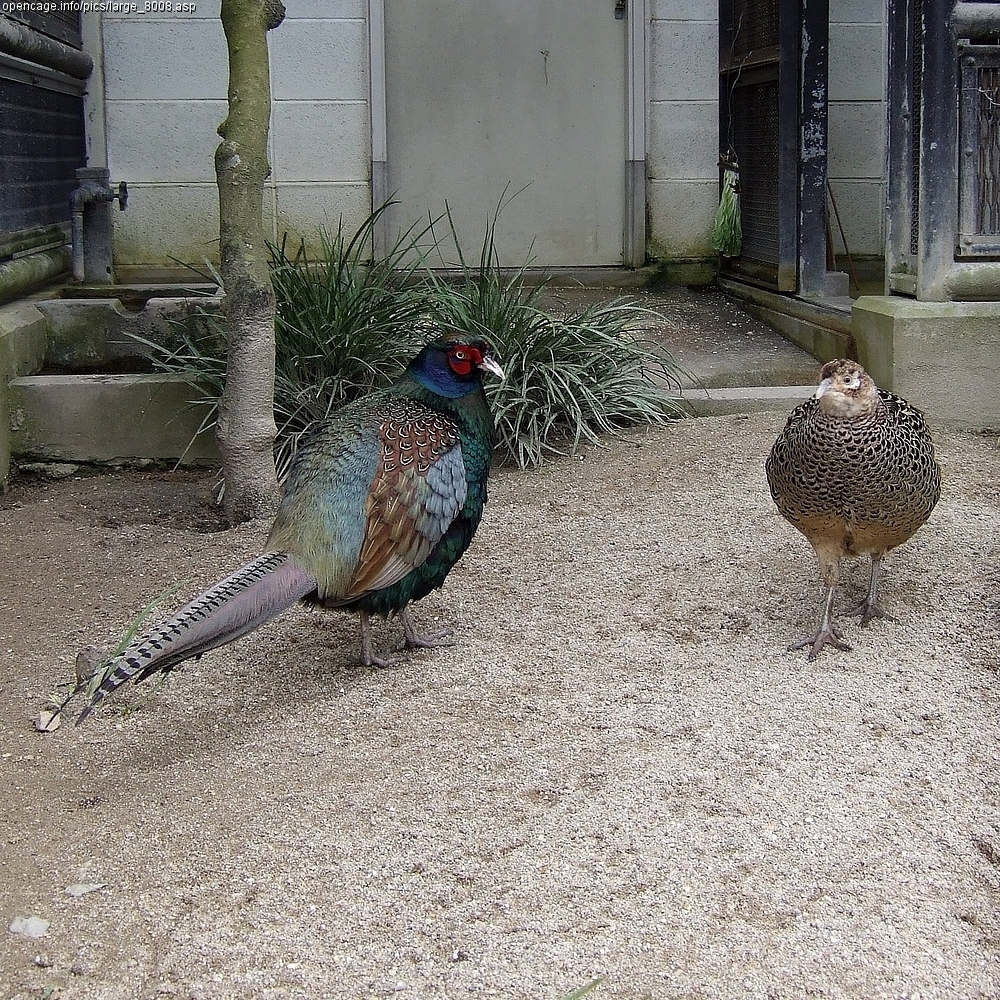
Casal de Faisão-versicolor.
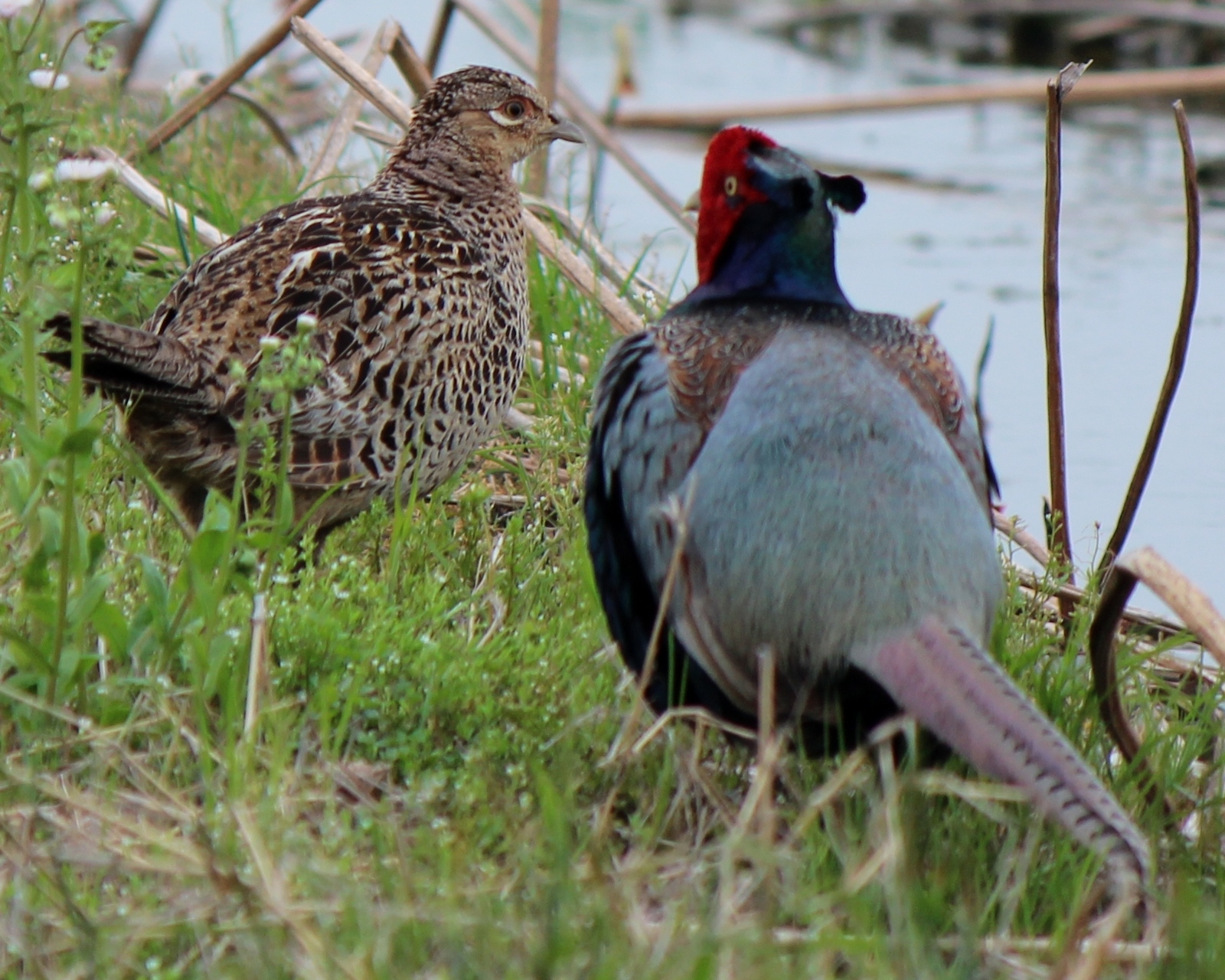
Casal de Faisão-versicolor.
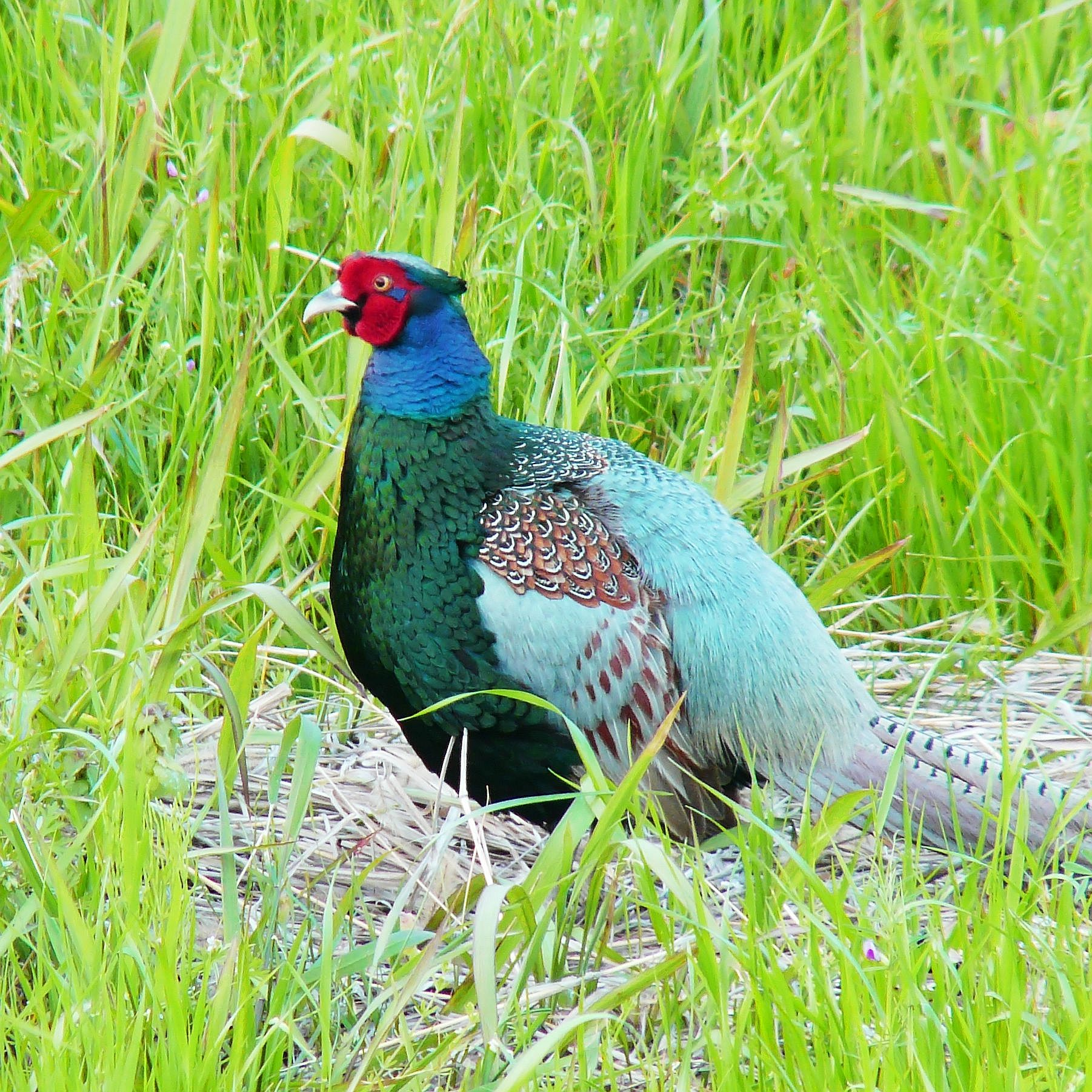
Faisão-versicolor macho.
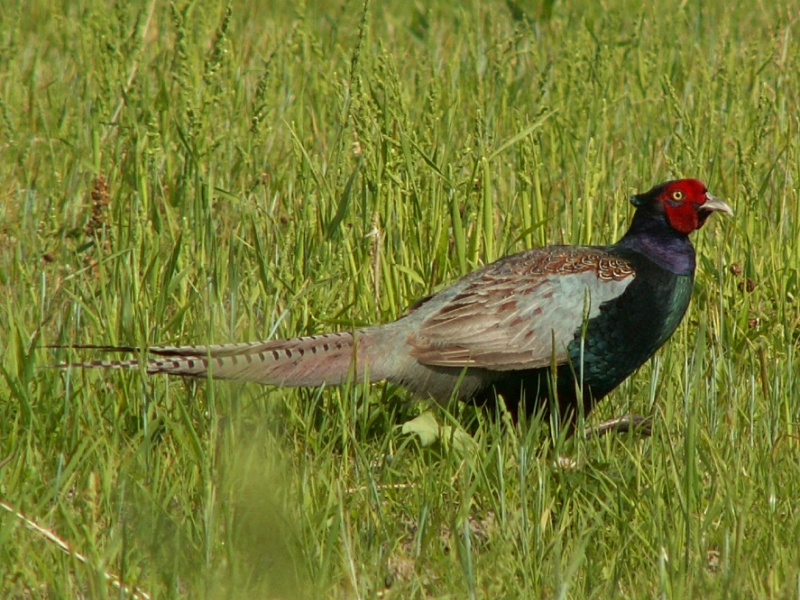
Faisão-versicolor macho.
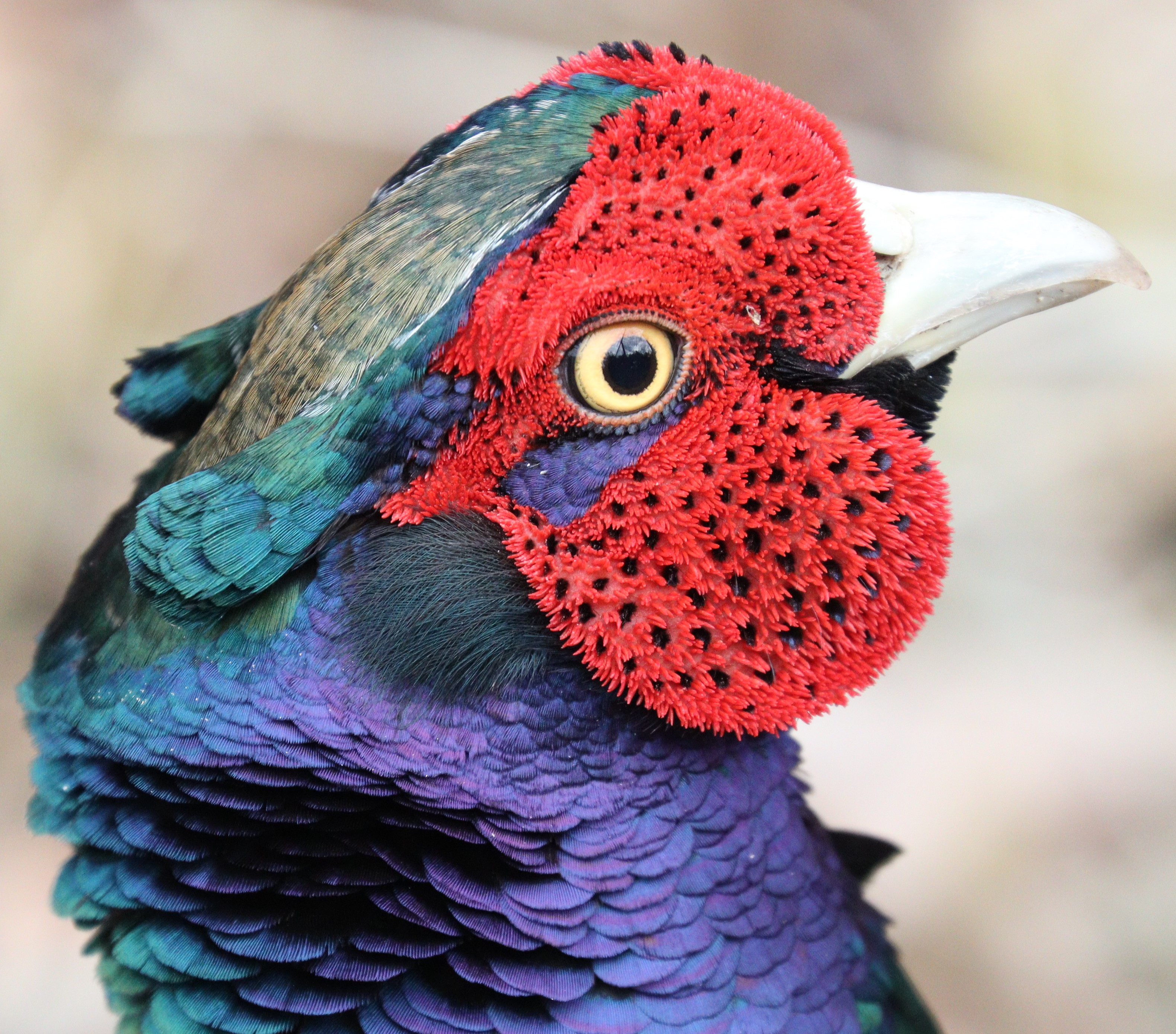
Cabeça de um macho de Faisão-versicolor.
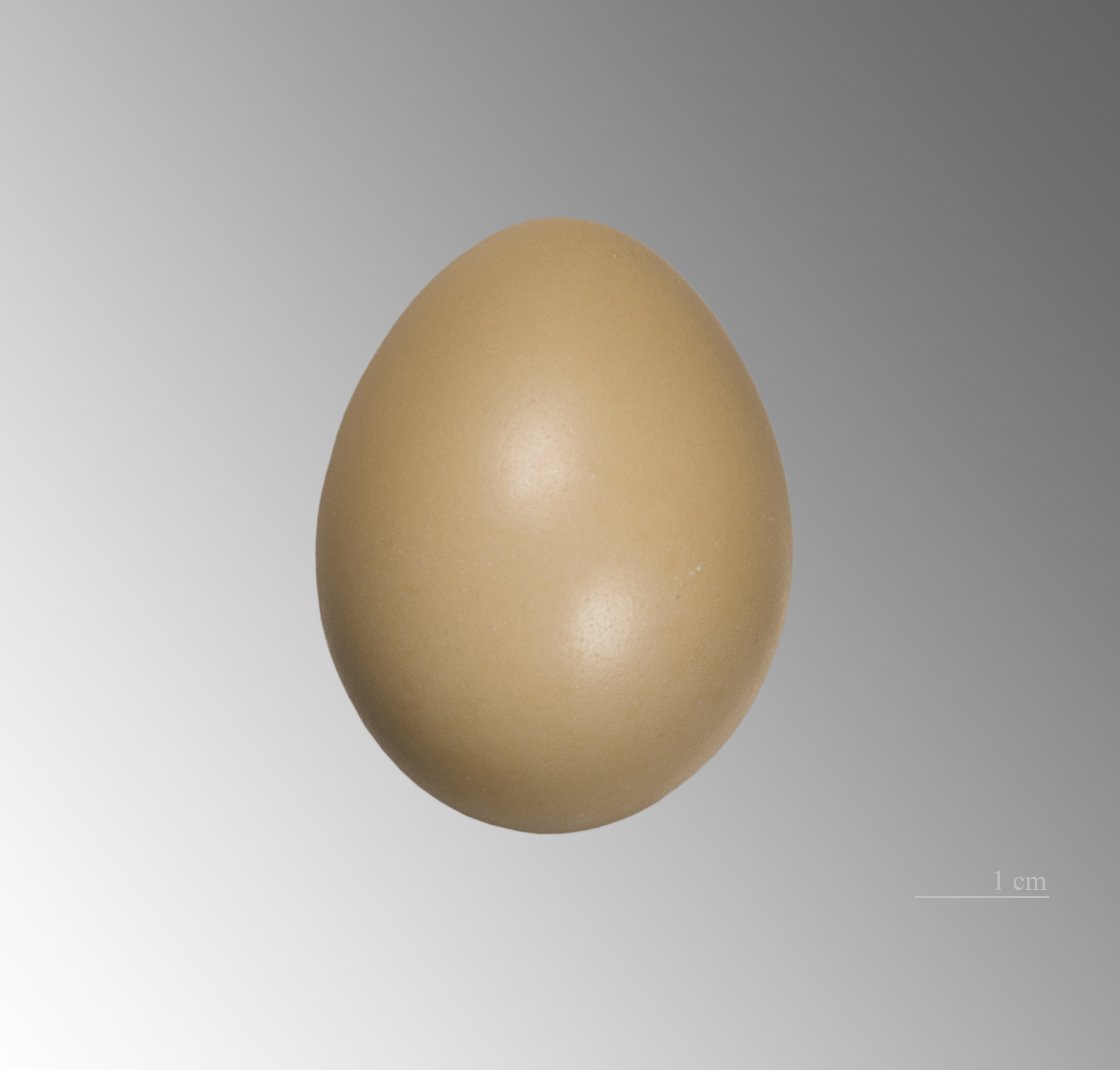
Ovo de faisão-versicolor.
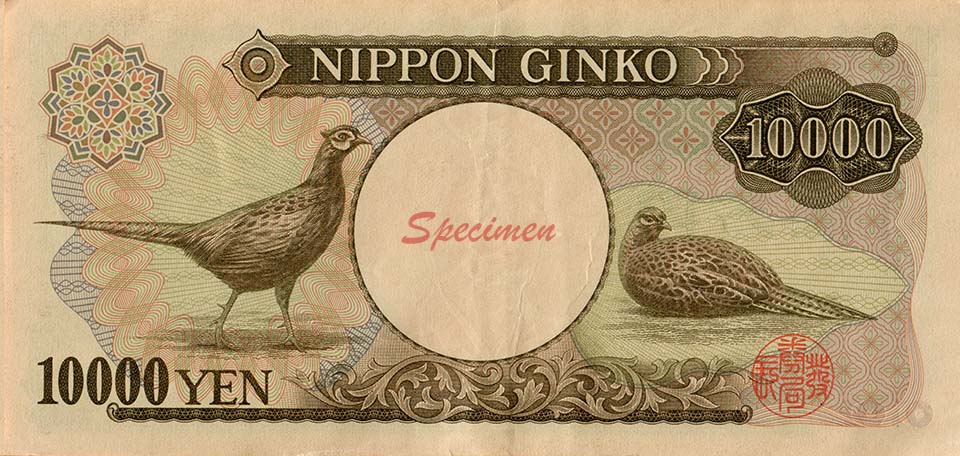
Faisão-versicolor na parte de trás da nota de 10.000 ienes

## Literatura
- Charles William Beebe: A monograph of the pheasants, New York Zoological Society, 1918–1922, Bd. 3, S. 143f
- Urs N. Glutz von Blotzheim, Kurt M. Bauer: Handbuch der Vögel Mitteleuropas, Band 5, Galliformes – Gruiformes. Aula-Verlag, Wiesbaden, 2. Auflage 1994: S. 322–370, ISBN 3-923527-00-4
- Heinz-Sigurd Raethel: Hühnervögel der Welt. Verlag J. Neumann-Neudamm GmbH & Co. KG, Melsungen 1988, ISBN 3-7888-0440-8.
- Steve Madge, Philip McGowan|Phil McGowan e Guy M. Kirwan: Pheasants, Partridges and Grouse – A Guide to the Pheasants, Partridges, Quails, Grouse, Guineafowl, Buttonquails and Sandgrouse of the world. Christopher Helm, London 2002, ISBN 0-7136-3966-0.